# ジャン＝アントワーヌ・ウードン

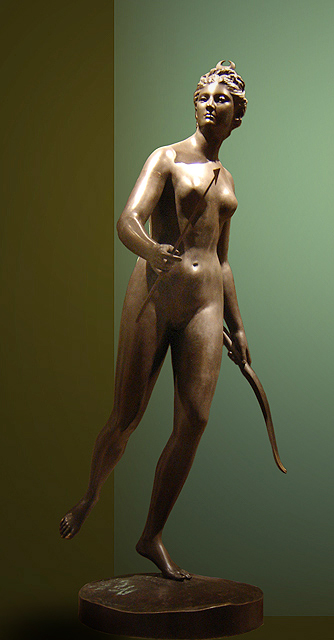
ウードン『ディアナ』ルーヴル美術館

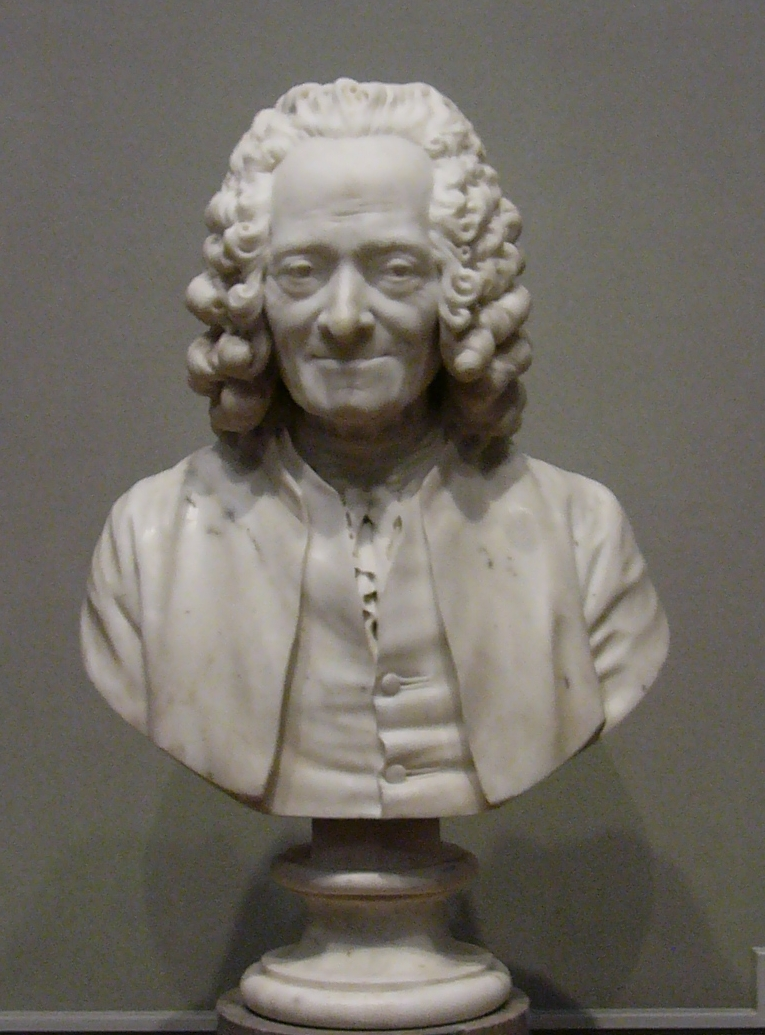
ウードン作 ヴォルテールの胸像

ジャン＝アントワーヌ・ウードン（Jean-Antoine Houdon, 1741年3月20日 - 1828年7月15日）は、新古典主義のフランス人彫刻家。啓蒙時代の哲学者、発明家、政治家の彫像ならびに胸像で知られる。

## 生涯
ウードンはヴェルサイユに生まれた。1761年、ローマ賞を受賞し、ローマに行くが、古代ローマやルネサンス美術の影響はまったく受けなかった。ウードンはローマ滞在中に2つの特徴的かつ重要な作品を制作した。1つは堂々たる『エコルシェ』（1767年）で、その解剖学的な造型は、その時代以来、多くの美術家たちの手本とされた。もう1つはローマ、サンタ・マリア・デッリ・アンジェリ大聖堂の『聖ブルーノ（ケルンのブルーノ）』像である。ウードンはそれから10年イタリアで過ごした後、パリに戻った。
ウードンの作ったワシントン像は、ベンジャミン・フランクリンからわざわざ大西洋の向こうのアメリカ、マウント・バーノンに招かれた、その所産に作られたものだった。1785年、ワシントンはモデルとしてウードンの前に座り、湿った粘土で体の、石膏で顔（ライフ・マスク）の型を取られた。ワシントンの型からたくさんの像が作られ、その中には、バージニア州議会の依頼で作られ、現在リッチモンドのバージニア州議事堂にある立像も含まれる。ワシントンの胸像も、さまざまなバリエーションで多数作られた。将軍として軍服を着せられたものもあれば。筋骨隆々に見えるよう古典的様式に作られたもの、あるいは、トーガを着せてルキウス・クィンクティウス・キンキナトゥスにされたものもあった。ワシントン＝キンキナトゥス像はバーモント州議事堂にある。
1771年、ウードンは芸術アカデミーの会員となり、1778年には教授になった。また、ルイ16世の宮廷とつながりがあったことからブルジョワとわかって、フランス革命の間は人気を失ったものの、投獄だけは免れた。逆に執政政府およびフランス第一帝政期には人気を取り戻した。
ウードンはパリで死んで、モンパルナス墓地に埋葬された。
またウードンは、フリーメイソンの9姉妹ロッジのメンバーでもあった。